# 杉本良夫
杉本 良夫（すぎもと よしお、1939年12月7日 - ）は、日本の社会学者・文化人類学者。オーストラリアのラトローブ大学名誉教授。

## 来歴・人物
兵庫県西宮市生まれ、京都育ち。洛星高等学校を経て、京都大学法学部に入学。在学中に米国のスワースモア大学 (Swarthmore College) に留学。京大卒業後、毎日新聞社勤務を経て、1967年に渡米。歴史社会学を専攻して、1973年にピッツバーグ大学 (University of Pittsburgh (英語版)) で社会学博士の学位を取得。同年より、オーストラリア・メルボルンのラトローブ大学社会学部 (La Trobe University, School of Social Sciences) にて教鞭を取り、同大学教授を務めた。現在は同大学名誉教授。
この間1988年 - 1991年にラトローブ大社会学部長。1981年にはラトロープ大学・モナシュ大学など4大学の連合で設立されたメルボルン日本研究センターの初代所長に就任。1988年以来、オーストラリアン・アカデミー・人文系 (Australian Academy of the Humanities) フェロー。筑波大学、東京都立大学やドイツのハイデルベルク大学、フランスのエブリー大学などの客員教授を務めた。
オーストラリアの複合文化社会の研究を通じて、日本社会を問い直す日本論・日本人論などに関する著作を数多く発表。日本を単一均質社会とする枠組みに対して、多様性や階層構造に焦点を当てたマルチカルチュラル・モデルを構築し、日本社会論・日本文化論の新しいパラダイムの展開に主導的役割を果たした。Cambridge University Press 発行の An Introduction to Japanese Society は、日本社会に関する英文学術書として広く読まれ、第5版に入っている。
1980年代から、Kegan Paul International や Cambridge University Press の日本研究シリーズの責任編集者を務めたが、1999年、主として日本の社会科学の業績を英語出版することを目標とした出版社 Trans Pacific Press 社をメルボルンに設立。その代表として、150点を超える英文書の編集・出版に関わり、2020年に退職。同社は、東京に移動して出版を続けている。

## 著書
- Popular Disturbance in Postwar Japan (Asian Research Service, 1981)
- 『日本人は「日本的」か――特殊論を超え多元的分析へ』（東洋経済新報社、1982年）「日本人論の方程式」ちくま学芸文庫（ロス・マオアと共著）
- 『超管理列島ニッポン 私たちは本当に自由なのか』（光文社・カッパ・ブックス、1982年）
- Images of Japanese Society: A Study in the Social Construction of Reality, co-authored with Ross Mouer, (Kegan Paul International, 1986)
- 『進化しない日本人へ――その国際感覚は自画像の反映である』（情報センター出版局、1988年）（文庫版『「日本人」をやめられますか』朝日文庫、1996年)
- 『日本人をやめる方法』（ほんの木、1990年／筑摩書房［ちくま文庫、1993年）
- 『オーストラリア6000日』（岩波新書、1991年）
- An Introduction to Japanese Society（Cambridge University Press, 初版・1997、第2版・2003年、第3版・2010年、第4版・2014年、第5版・2021年）
- 『オーストラリア──多文化社会の選択』（岩波新書、2000年）

### 編著
- The Cambridge Companion to Modern Japanese Culture (Cambridge University Press, 2009)

### 共編著
- 『日本人論に関する12章――通説に異議あり』（学陽書房、1982年／ちくま学芸文庫、2000年）（ロス・マオアと共編）
- 『個人・間人・日本人――ジャパノロジーを超えて』（学陽書房、1987年）（ロス・マオアと共編）
- Democracy in Contemporary Japan, co-edited with Gavan McCormack (M. E. Sharpe, 1986)
- The Japanese Trajectory: Modernization and Beyond, co-edited with Gavan McCormack, (Cambridge University Press, 1988)
- Constructs for Understanding Japan, co-edited with Ross E. Mouer (Kegan Paul International, 1989)
- The MFP Debate: A Background Reader, co-edited with Ross E. Mouer (La Trobe University Press, 1990)
- Japanese Encounters with Postmodernity, co-edited with Johann P. Arnason (Columbia University Press, 1995)
- Rethinking Japanese Studies: Eurocentrism and the Asia-Pacific Region, co-edited with Kaori Okano (Routledge, 2017)

## 受賞
- 2022年 瑞宝中綬章[2]
- 2017年 全豪日本研究学会・終身会員
- 2017年 外務大臣表彰
- 2003年 Australian federation centennial medal (for contributions to the social sciences and Asian studies)
- 1988年 オーストラリアン・アカデミー （人文系）フェロー
- 1987年 24回日本翻訳文化賞